# Арий Вар
Арий Вар (на латински: Arrius Varus) е политик на Римската империя от 1 век.
Произлиза от фамилията Арии. Той е префект на кохорта. През 54 г. по време на походите против партите при Гней Домиций Корбулон. След това през 68 г. по времето на император Нерон е в Панония като командир в 7 Легион под комадването на Марк Антоний Прим. Марширува с войската си през октомври 69 г. на страната на Веспасиан против император Вителий в Италия. След смъртта на император Вителий през декември 69 г. той става преториански префект (praefectus praetorio) при Веспасиан и е издигнат на претор.
Заедно с Гай Лициний Муциан е командир и става praefectus annonae.